# 何塞·魯菲諾·埃切尼克
何塞·魯菲諾·埃切尼克（José Rufino Echenique，1808年11月16日—1887年6月16日），秘魯陸軍准將，出生於的的喀喀湖湖畔城市普諾。何塞·魯菲諾·埃切尼克於1851年至1855年擔任秘魯總統。

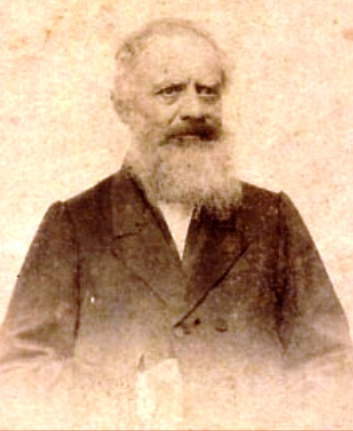
何塞·魯菲諾·埃切尼克